# 河川情報システム

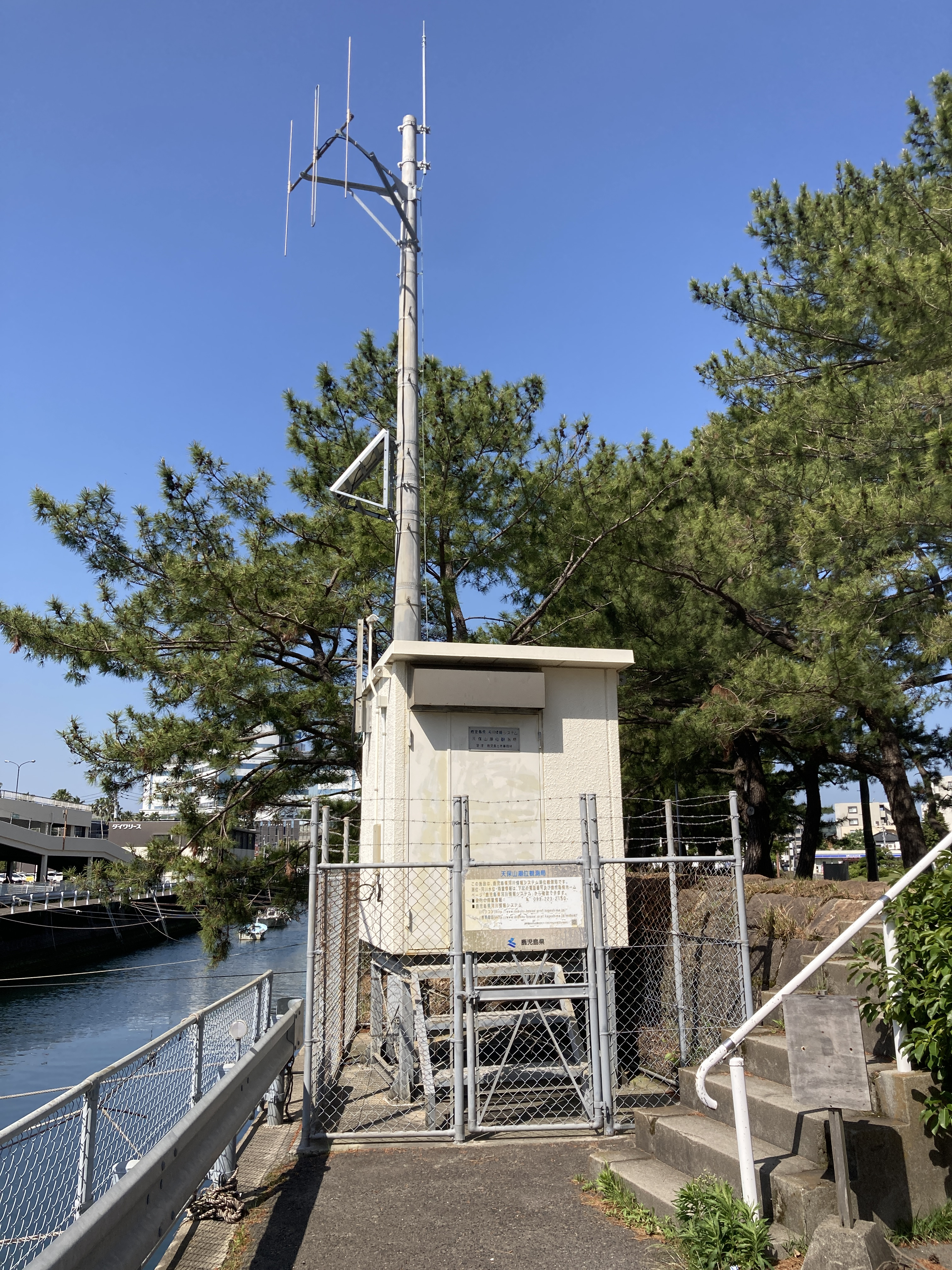
鹿児島県河川情報システム天保山潮位観測局（鹿児島市天保山町の天保山公園）

河川情報システム（かせんじょうほうシステム）は、雨量、水位などの観測データを伝送、収集、演算、表示するコンピュータシステムであり、河川管理を司る国土交通省、各都道府県などに設置されている。
防災上の観点から、各データは可能な限り迅速に処理する必要があり、また、自動的、定期的に収集する必要がある。そのため、前段にはテレメータ観測システムなどがある。
観測している地点は観測所と呼ばれるが、テレメータ観測システムなどでは無線を利用して運用することから、観測局と呼ばれることもある。
データの処理は、10分・30分・60分間隔が一般的である。特に毎時0分のデータのことを「正時データ」と呼ぶ。また、各10分間隔のデータを「定時データ」と呼ぶ。

## 河川情報システムの統一化
河川情報システムは、それぞれの地域性、運用、操作などの改善から、独自に仕様などが制定されたり、各所で使いやすいように改造されていた。それを標準化・汎用化し、いかなる地域・動作環境においても対応できる標準ソフトウェアとして、「統一河川情報システム」が国土交通省によって開発された。「財団法人河川情報センター（FRICS）」が本システムの開発を請け負い、保守・運用を行っている。